# بوابة درب كوشك (قزوين)
بوابة درب كوشك (بالفارسية: دروازه درب کوشک) هو بوابة تاريخي يعود إلى عصر القاجاريون، ويقع في مقاطعة قزوين.